# 大関県
大関県（だいかん-けん）は中華人民共和国雲南省昭通市に位置する県。

## 行政区画
下部に9鎮、1民族郷を管轄する。
- 鎮
  - 靖安鎮、翠華鎮、玉碗鎮、吉利鎮、天星鎮、木桿鎮、悦楽鎮、寿山鎮、高橋鎮
- 民族郷
  - 上高橋回族イ族ミャオ族郷

## 交通

### 鉄道
- 中国鉄路総公司
  - 内昆線

（内江方面）- 沙沙坡駅 - 小関渓駅 - 岔河駅 - 大関駅 - 曽家坪子駅 - 蒼坪駅 -（六盤水方面）

### 道路
- 高速道路
  - 渝昆高速道路
- 国道
  - G213国道